# Josef Hessoun
Josef Hessoun (8. srpna 1830 Vrcovice – 4. července 1906 St. Louis, USA) byl katolický kněz z českobudějovické diecéze, monsignore, přední činitel mezi českými katolíky v USA v 19. století. Bývá nazýván „Apoštolem amerických Čechů“.

## Život
Narodil se 8. srpna 1830 v obci Vrcovice, farnost Záhoří u Písku. Po studiu na gymnáziu v Písku a teologie v Českých Budějovicích byl roku 1853 biskupem Janem Valeriánem Jirsíkem vysvěcen na kněze. V letech 1953 až 1865 působil v českobudějovické diecézi (Sedlice u Blatné, Jinín). V roce 1865 se vypravil do St. Louis, aby tu sloužil početné české komunitě.

## Dílo
Usilovnými sbírkami postavil v St. Louis českou „Školu sv. Jana Nepomuckého“ a nový kostel sv. Jana Nepomuckého. Zasloužil se též o vydávání českého katolického tisku v USA. Od roku 1873 začal vycházet týdeník „Hlas“.

## Pamětní deska

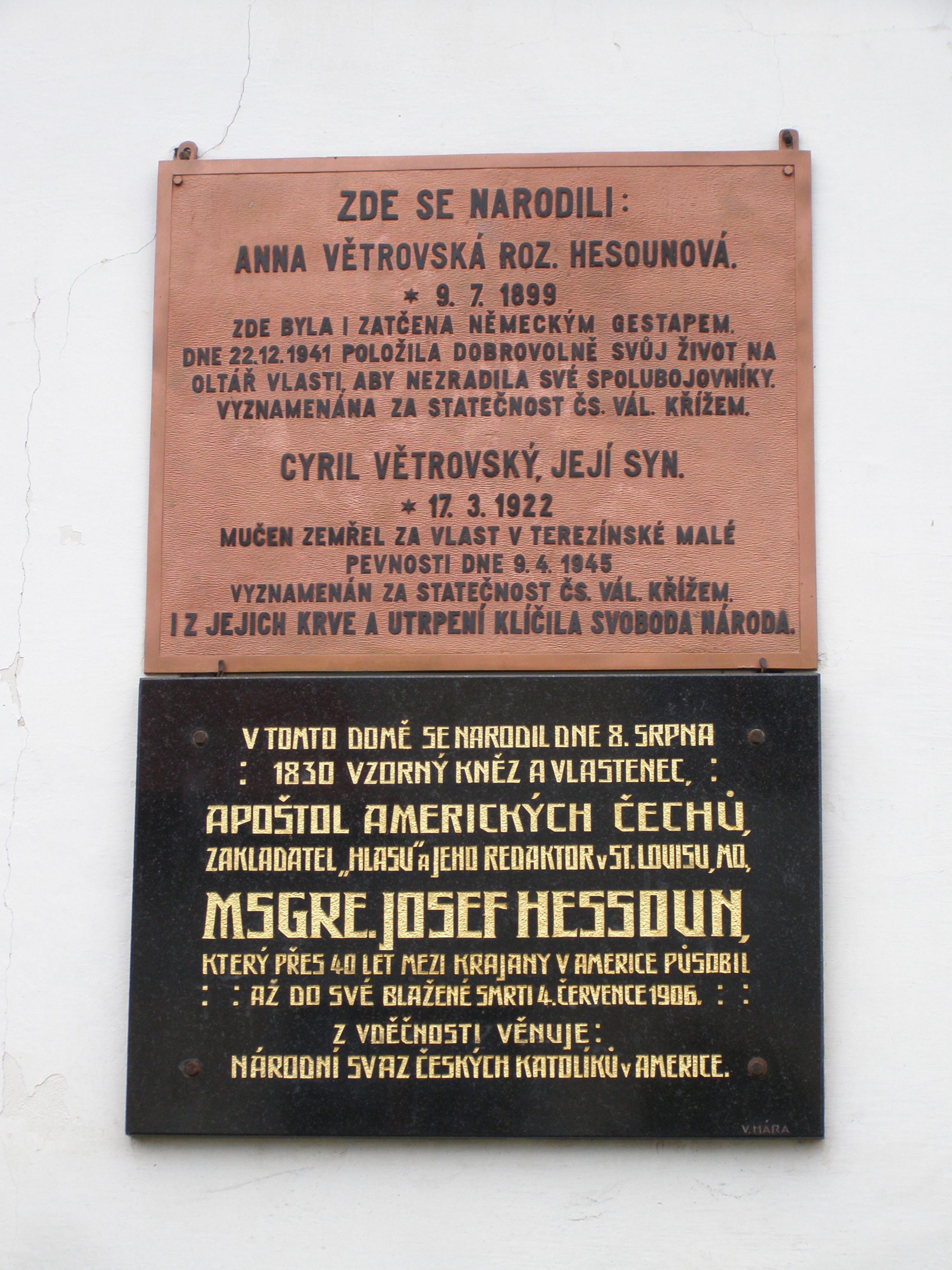
Pamětní deska ve Vrcovicích

V obci Vrcovice na domě číslo popisné 17  se nachází pamětní deska věnovaná Josefu Hessounovi. Na desce je následující text: 
V tomto domě se narodil dne 8. srpna
1830 vzorný kněz a vlastenec,

APOŠTOL AMERICKÝCH ČECHŮ,
zakladatel "Hlasu" a jeho redaktor v St. Louisu, MO., 
MSGRE. JOSEF HESSOUN,
který přes 40 let mezi krajany v Americe působil 
až do své blažené smrti 4. července 1906.

Z vděčnosti věnuje:
Národní svaz českých katolíků v Americe

text na pamětní desce